# Chiharu Ichō
Chiharu Ichō (jap. 伊調 千春, Ichō Chiharu; * 6. Oktober 1981 in Hachinohe, Präfektur Aomori) ist eine japanische Ringerin. Sie gewann bei den Olympischen Spielen 2004 und 2008 jeweils eine Silbermedaille und ist außerdem vierfache Weltmeisterin.

## Werdegang
Chiharu Ichō stammt aus einer Ringerfamilie. Sie ist die um knapp drei Jahre ältere Schwester der zweifachen Olympiasiegerin Kaori Ichō. Nach dem Besuch der Chōja-Mittelschule, fing sie intensiv an zu trainieren als sie die öffentliche Amino-Oberschule besuchte. Bei der nationalen Meisterschaft der Oberschulen hatte sie zwei aufeinanderfolge Titelgewinne. Danach studierte sie erst an der Tōyō-Universität, das sie jedoch zu Gunsten eines Studiums an der Chūkyō-Frauenuniversität abbrach und lange Jahre deren Wrestling-Club (Ringerclub) angehörte. Ende 2005 wechselte sie, nach Abschluss ihres Studiums, zum Sicherheitsunternehmen ALSOK Sōgō Keibi Hoshō (ＡＬＳＯＫ綜合警備保障), von dem sie gesponsert wurde und rang seit diesem Zeitpunkt für deren Wrestling-Club. Ihr Trainer war Kazuhito Sakae.
Ihre großen sportlichen Erfolge begannen im Jahre 2000 mit dem Gewinn des Juniorinnen-Weltmeistertitels in der Gewichtsklasse bis 50 kg Körpergewicht (KG). Dabei besiegte sie mit Natalja Guschtschina aus Russland und Iwona Sadowska-Matkowska aus Polen zwei als sehr stark geltende Ringerinnen.
Ab 2001 startete sie bei den Seniorinnen und setzte in dieser Altersgruppe ihre Erfolge nahtlos fort. Zunächst wurde sie 2001 in Ulaanbaatar in der Gewichtsklasse bis 51 kg KG Asiatische Meisterin vor der Chinesin Li Xuehua und der Mongolin Naidangiin Otgondschargal und danach wurde sie in Martigny in der gleichen Gewichtsklasse Weltmeisterin. Sie ließ dabei Natalja Guschtischina, Lindsay Rushton aus Kanada, Iwona Sadowska-Matkowska und Iryna Melnik-Merleni aus der Ukraine, die in den nächsten Jahren ihre Hauptkonkurrentin werden sollte, hinter sich.
Im Jahre 2002 wurde Chiharu Ichō in Edmonton Studenten-Weltmeisterin in der Gewichtsklasse bis 51 kg KG vor Gao Yanzhi aus China und Lindsay Belisle aus Kanada. Bei der Weltmeisterschaft dieses Jahres in Chalkidis verlor sie aber in der gleichen Gewichtsklasse im Endkampf gegen die Einheimische Sofia Poumpouridou nach Punkten und musste sich mit dem 2. Platz begnügen. Im Dezember des Jahres 2002 wurde sie erstmals japanische Meisterin bei den Seniorinnen.
Bei der Weltmeisterschaft 2003 in New York holte sie sich in der Gewichtsklasse bis 51 kg mit Siegen über Emese Szabó aus Ungarn, Alexandra Engelhardt aus Deutschland, Alena Iwanowna Kareicha aus Belarus und Natalja Karamtschakowa aus Russland ihren zweiten Weltmeistertitel bei den Seniorinnen, dem im Dezember 2003 der zweite japanische Meistertitel folgte.
Im Jahre 2004 fanden bei den Olympischen Spielen erstmals Wettbewerbe im Frauenringen statt, allerdings nur in vier Gewichtsklassen (bis 48 kg KG, bis 55 kg KG, bis 63 kg KG und bis 75 kg KG). Chiharu Ichō entschied sich in der Gewichtsklasse bis 48 kg KG zu starten, musste dazu aber 3 kg mehr als sonst abtrainieren. In dieser neuen Gewichtsklasse wurde sie zunächst in Tokio wieder Asienmeisterin vor Le Thing Trang aus Vietnam und Dong Weichan aus China.
Bei den Olympischen Spielen in Athen schlug sie die Weltklasseringerinnen Lindsay Belisle, Brigitte Wagner aus Deutschland, die Weltmeisterin von 2001 in dieser Gewichtsklasse, und Angélique Berthenet-Hidalgo aus Frankreich. Im Finale stand sie dann Iryna Melnik-Merleni gegenüber. Der Kampf war über die gesamte Dauer ausgeglichen und endete mit 2:2 technischen Punkten bei 1:1 Verwarnungen. Das Kampfgericht musste also aufgrund des optischen Eindruckes entscheiden, wer die bessere war und damit Olympiasiegerin wurde, und entschied sich für die Ukrainerin. Chiharu Ichō musste sich mit der Silbermedaille begnügen. Sie erhielt jedoch den Ehrenpreis der Bürger von Hachinohe, den Ehrenpreis der Bürger der Präfektur Aomori und die Sportverdienstauszeichnung des japanischen Ministeriums für Bildung, Kultur, Sport, Wissenschaft und Technologie.
Im Jahre 2005 startete Chiharu Ichō bei der Weltmeisterschaft nicht, wurde aber zum dritten Mal japanische Meisterin vor Makiko Sakamoto und Yūri Funatsu.
2006 war sie bei der Weltmeisterschaft in chinesischen Guangzhou wieder in der Gewichtsklasse bis 48 kg KG am Start. Sie bezwang dort u. a. Carol Huynh aus Kanada und im Endkampf die Chinesin Ren Xuecheng und wurde zum dritten Mal Weltmeisterin. Danach gewann sie in Doha auch bei den Asienspielen in der gleichen Gewichtsklasse vor Kim Hyung-joo aus Südkorea und Tsogtbadsaryn Enchdschargal aus der Mongolei. Bei der japanischen Meisterschaft dieses Jahres war sie nicht am Start.
Bei den Asienmeisterschaften 2007 in Bischkek sorgten die Ichō-Schwestern für einen kleinen Skandal. Chiharu trat nämlich in der Gewichtsklasse bis 48 kg KG mit Übergewicht an und Kaori gab kurz vor Beginn ihres ersten Kampfes wegen einer angeblichen Verletzung auf. Beide belegten damit in ihren Gewichtsklassen den letzten Platz. Über den Grund ihres Verhaltens ist nirgends etwas nachzulesen.
Dieses Verhalten hatte auch keinerlei Nachwirkungen, denn beide Ringerinnen wurden danach 2007 in ihren Gewichtsklassen wieder Weltmeisterinnen. Chiharu Ichō benötigte dabei in Baku in der 48-kg-Klasse sechs Siege und gewann u. a. über Stefanie Murata aus den Vereinigten Staaten, Mariya Stadnik aus Aserbaidschan und Iryna Melnik-Merleni, die sie mit 2:0 Rundengewinnen bei 3:1 techn. Punkten besiegte. Sie wurde in diesem Jahr auch wieder japanische Meisterin vor Makiko Sakamoto.
Im Olympiajahr 2008 wurde Chiharu Ichō im südkoreanischen Jeju-si wieder Asiatische Meisterin in der Gewichtsklasse bis 48 kg KG und startete dann in der gleichen Gewichtsklasse auch bei den Olympischen Spielen in Peking. In der festen Absicht, diesmal die Goldmedaille zu gewinnen, besiegte sie zunächst Li Xiaomei aus der Volksrepublik China, Iryna Melnik-Merleni und Clarissa Chun aus den Vereinigten Staaten nach Punkten und traf im Finale auf die Kanadierin chinesisch-vietnamesischer Abstammung Carol Huynh. Überraschenderweise kam sie mit dieser Ringerin überhaupt nicht zurecht und verlor ziemlich klar mit zwei Rundenverlusten bei 1:6 techn. Punkten, womit sie sich erneut mit der Silbermedaille begnügen musste.
Nach diesen Olympischen Spielen erklärten die Schwestern Ichō ihren Rücktritt vom internationalen Ringersport.

## Internationale Erfolge
| Jahr | Platz  | Wettbewerb                          | Gewichtsklasse | Ergebnisse |
| ---- | ------ | ----------------------------------- | -------------- | --- |
| 2000 | 1.     | Junioren-WM in Nantes               | bis 50 kg      | mit Siegen über Devi Ngangabibemibe, Indonesien, Melina Hutchinson, USA, Agoro Papavasileiou, Griechenland, Natalja Guschtschina, Russland u. Iwona Sadowska-Matkowska, Polen    |
| 2001 | 1.     | Asienmeisterschaft in Ulaanbaatar   | bis 50 kg      | vor Li Xuehua, Volksrepublik China u. Naidangiin Otgondschargal, Mongolei |
| 2001 | 1.     | WM in Martigny/Schweiz              | bis 51 kg      | vor Natalja Guschtschina, Russland, Lindsay Rushton, Kanada, Iwona Sadowsaka-Matkowska u. Iryna Melnik-Merleni, Ukraine                                                          |
| 2002 | 1.     | Universitäten-WM in Edmonton        | bis 51 kg      | vor Gao Yanzhi, China, Lindsay Belisle, Kanada u. Kera Pemberton, USA |
| 2002 | 1.     | Canada-Cup in Calgary               | bis 51 kg      | vor Ida Hellström, Schweden, Lindsay Belisle, Kanada und Heather Sweeney, Kanada                                                                                                 |
| 2002 | 2.     | WM in Chalkidis/Griechenland        | bis 51 kg      | mit Siegen über Stefanie Murata, USA, Marta Wojtanowska, Polen, Nadir Urun Percin, Türkei und Natalja Golz, Russland und einer Niederlage gegen Sofia Poumpouridou, Griechenland |
| 2003 | 1.     | Klippan-Ladies-Open                 | bis 51 kg      | vor Alexandra Dremmel und Nicole Hauptmann, beide Deutschland und Therese Ris, Schweden                                                                                          |
| 2003 | 1.     | WM in New York                      | bis 51 kg      | mit Siegen über Emese Szabó, Ungarn, Alexandra Engelhardt, Deutschland, Lena Iwanowna Kareicha, Belarus und Natalja Karamtschakowa, Russland                                     |
| 2003 | 4.     | Welt-Cup in Tokio                   | bis 51 kg      | hinter Lindsay Belisle, Jennifer S. Wong, USA und Ren Xuecheng, China |
| 2004 | 1.     | FILA-Test-Turnier in Athen          | bis 48 kg      | mit Siegen über Sara Sanchez Parra, Spanien, Julia Wojtowa, Ukraine, Patricia Miranda, USA, Lindsay Belisle und Larissa Oorzak, Russland                                         |
| 2004 | 1.     | Asienmeisterschaft in Tokio         | bis 48 kg      | vor Le Thing Trang, Vietnam, Dong Weichan, China und Basandschargalyn Daschdawaa, Mongolei                                                                                       |
| 2004 | Silber | OS in Athen                         | bis 48 kg      | mit Siegen über Lindsay Belisle, Brigitte Wagner, Deutschland und Clarissa Chun, USA und einer Niederlage gegen Iryna Melnik-Merleni                                             |
| 2004 | 2.     | Welt-Cup in Tokio                   | bis 48 kg      | hinter Deng Weichan und vor Carol Huynh, Kanada und Clarissa Chun |
| 2005 | 1.     | Welt-Cup in Clermont-Ferrand        | bis 48 kg      | vor Natalja Smirnowa, Russland und Vanessa Boubryemm, Frankreich |
| 2006 | 1.     | Welt-Cup in Nagoya                  | bis 48 kg      | vor Carol Huynh, Stefanie Murata, Inga Karamtschakowa, Russland u. Ljudmila Baluschka, Ukraine                                                                                   |
| 2006 | 1.     | WM in Guangzhou/China               | bis 48 kg      | mit Siegen über Mayelis Caripá, Venezuela, Tatjana Bakatschuk, Kasachstan, Carol Huynh, Francine de Paola-Martinez, Italien u. Ran Xuechen, China                                |
| 2006 | 1.     | Asienspiele in Doha                 | bis 48 kg      | vor Kim Hyung-joo, Südkorea, Tsogtbadsaryn Enchdschargal, Mongolei u. Li Xiaomei, China                                                                                          |
| 2007 | 9.     | Asienmeisterschaft in Bischkek      | bis 48 kg      | Siegerin: Tsogtbadsaryn Enchdschargal vor Klahan Sunisas, Thailand u. Li Xiaomei                                                                                                 |
| 2007 | 1.     | WM in Baku                          | bis 48 kg      | mit Siegen über Isabelle Sambou, Senegal, Stefanie Murata, Jildiz Eschimowa, Kasachstan, Mariya Stadnik, Aserbaidschan, Li Xiaomei u. Iryna Melnik-Merleni                       |
| 2008 | 1.     | Asienmeisterschaft in Jeju/Südkorea | bis 48 kg      | vor Ren Xuecheng, China, Neha, Indien und Tsogtbadsaryn Enchdschargal |
| 2008 | Silber | OS in Peking                        | bis 48 kg      | mit Siegen über Li Xiaomei, Iryna Melnik-Merleni und Clarissa Chun und einer Niederlage gegen Carol Huynh                                                                        |

Anm.: OS = Olympische Sommerspiele, WM = Weltmeisterschaft, alle Wettbewerbe im freien Stil

## Japanische Meisterschaften
- 2002, 1. Platz, bis 51 kg KG, vor Ninaku Hattori u. Miyuki Hiraoka,
- 2003, 1. Platz, bis 48 kg KG, vor Makiko Sakamoto,
- 2004, 1. Platz, bis 48 kg KG, vor Makiko Sakamoto, Miyz Yamamoto, Misato Shimizu und Shoko Yoshimura
- 2005, 1. Platz, bis 48 kg KG, vor Makiko Sakamoto u. Yuuri Funatsu,
- 2007, 1. Platz, bis 48 kg KG, vor Makiko Sakamoto u. Fuyuko Mimura
- 2009, 2. Platz, bis 51 kg KG, hinter Yuri Kai